# Ultra Beatdown
| 전문가 평가       | 전문가 평가 |
| 총 점수           | 총 점수     |
| 출처              | 점수        |
| ----------------- | ----------- |
| 메타크리틱        | 77/100      |
| 평가 점수         |             |
| 출처              | 점수        |
| AllMusic          | [ 2 ]       |
| Alternative Press | [ 3 ]       |
| IGN               | [ 4 ]       |
| Metal Hammer      | [ 5 ]       |
| Now               | [ 6 ]       |
| PopMatters        | [ 7 ]       |
| Sputnikmusic      | [ 8 ]       |
| Thrash Hits       | [ 9 ]       |

《Ultra Beatdown》은 영국의 파워 메탈 밴드 드래곤포스의 네 번째 스튜디오 음반으로, 2008년 8월 20일, 일본에서 JVC를 통해 발매되었고, 2008년 8월 26일, 전 세계 로드러너 레코드와 스파인팜 레코드를 통해 발매되었다. 《Ultra Beatdown》은 보컬리스트 ZP 더트가 참여한 밴드의 마지막 스튜디오 음반이자 베이시스트 프레데리크 르클레르크가 참여한 첫 번째 스튜디오 음반이다.

## 배경
2008년 7월 4일, 음반의 첫 번째 싱글 〈Heroes of Our Time〉이 그들의 마이스페이스 프로필에 게시되었다. 2008년 7월 8일, 〈Heroes of Our Time〉의 뮤직 비디오가 그들의 마이스페이스 프로필에 공개되었다. 〈Heartbreak Armageddon〉, 〈The Fire Still Burns〉, 〈A Flame for Freedom〉이라는 곡들은 모두 2008년 7월 15일, ZP 더트와의 인터뷰에서 106.1 록 라디오에서 재생되었다. 2008년 8월 14일, 이 음반은 드래곤포스 공식 웹 스토어에서 선주문할 수 있게 되었다. 2008년 8월 18일, 이 음반은 밴드의 마이스페이스 페이지에서 스트리밍할 수 있게 되었다.
〈The Last Journey Home〉의 뮤직 비디오는 2009년 1월 21일, 엑스박스 라이브 네트워크에서 처음 공개되었다. 프레데리크 르클레르크는 2009년~2010년에 라이브 DVD를 출시할 수 있다고 발표했다.  그러나 2010년 9월에 《Twilight Dementia》라는 제목의 라이브 CD가 출시되었다.
《Ultra Beatdown》은 리드 보컬리스트 ZP 더트가 참여한 마지막 음반이자 밴드가 그래미 어워드 후보에 오른 첫 번째 음반이다.

## 곡 목록
| #  | 제목                        | 작사·작곡                                          | 재생 시간 |
| -- | --------------------------- | -------------------------------------------------- | --------- |
| 1. | 〈Heroes of Our Time〉      | 샘 토트먼, 허먼 리                                 | 7:13      |
| 2. | 〈The Fire Still Burns〉    | 토트먼, ZP 더트                                    | 7:50      |
| 3. | 〈Reasons to Live〉         | 리, 토트먼, 바딤 프루자노프, 프레데리크 르클레르크 | 6:25      |
| 4. | 〈Heartbreak Armageddon〉   | 토트먼, 리, 르클레르크                             | 7:40      |
| 5. | 〈The Last Journey Home〉   | 토트먼, 더트                                       | 8:12      |
| 6. | 〈A Flame for Freedom〉     | 토트먼                                             | 5:20      |
| 7. | 〈Inside the Winter Storm〉 | 토트먼, 더트                                       | 8:11      |
| 8. | 〈The Warrior Inside〉      | 토트먼, 리, 더트, 프루자노프                       | 7:14      |